# コン・ナイ

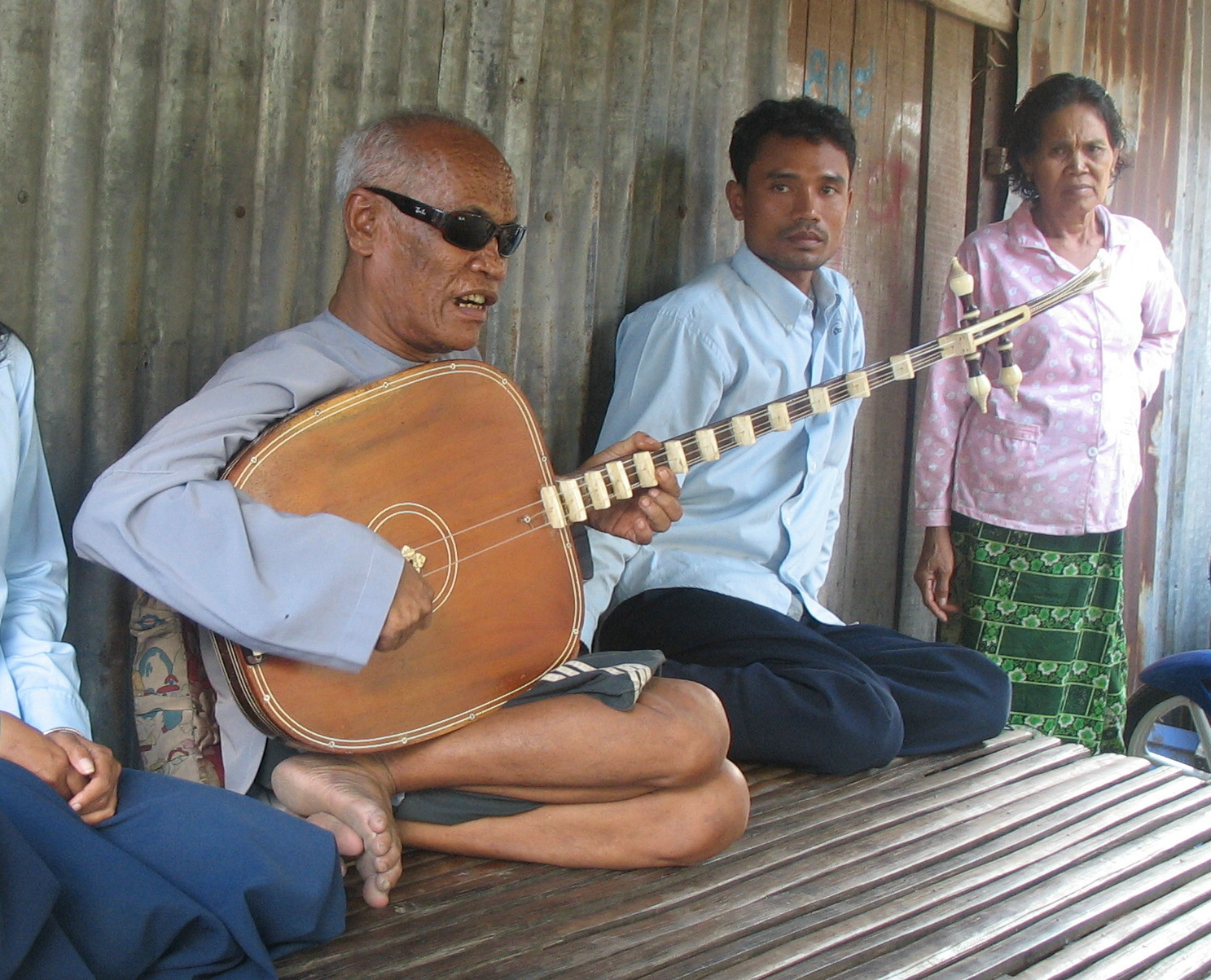
コン・ナイ

コン・ナイ（クメール語: គង់ ណៃ、Kong Nay、1944年3月15日 - 2024年6月28日）は、カンボジアの歌手、チャパイ奏者。しばしば「カンボジアのレイ・チャールズ」と称される。

## 生涯
1944年、カンボジア南部のカンポット州に生まれる。4歳の時、天然痘により視力を失う。1957年、叔父からチャパイとリアムケー（カンボジア叙事詩）を教わる。1959年からチャパイ奏者として活動を始める。1970年代、クメール・ルージュのプロパガンダへの協力を拒否、キリング・フィールドから家族とともに生還する。
1982年、カンボジア初のチャパイコンクールとカンポット州でのチャパイコンクールで優勝し、1991年、プノンペンのチャパイコンクールでも優勝を果たす。1991年から2007年にかけて、カンボジアの平和構築と文化復興のために文化芸術省職員としてチャパイ演奏に従事した。2001年、文化芸術省によって「チャパイ・マスター」に認定された。2003年から2012年にかけて、プノンペンのカンボジアン・リビング・アーツで後進の指導にあたった。2007年、フン・セン首相からカンボジア文化への貢献によりゴールド・グランド・クロスを授与された。
2017年、福岡アジア文化賞の芸術・文化賞を受賞。
2024年6月28日にカンポット州Kampong Trach県Svay Tong郡のDoung村にある自宅で死去。80歳没。